# Grete Kirkeberg
Grete Kirkeberg, född 3 september 1964, är en norsk friidrottare (långdistanslöpare).  Under 1990-talet vann hon Stockholm Marathon tre gånger.